# Imelda Wiguna
Imelda Wiguna (1951) es una deportista indonesia que compitió en bádminton, en las modalidades de dobles y dobles mixto. Ganó dos medallas en el Campeonato Mundial de Bádminton de 1980.

## Palmarés internacional
| Campeonato Mundial | Campeonato Mundial  | Campeonato Mundial | Campeonato Mundial |
| Año                | Lugar               | Medalla            | Prueba             |
| ------------------ | ------------------- | ------------------ | ------------------ |
| 1980               | Yakarta (Indonesia) | Medalla de oro     | Dobles mixto       |
| 1980               | Yakarta (Indonesia) | Medalla de plata   | Dobles             |